# Elecciones estatales de Baja California de 1995
Las Elecciones estatales de Baja California de 1995 se llevaron a cabo el domingo 6 de agosto de 1995, y en ellas fueron renovados los titulares de los siguientes cargos de elección popular del estado mexicano de Baja California:
- Gobernador de Baja California: Titular del Poder Ejecutivo del estado, electo para un periodo de seis años no reelegibles en ningún caso. El candidato electo fue Héctor Terán Terán.
- 5 ayuntamientos: Formados por un Presidente Municipal, regidores y síndicos, electos para un periodo de tres años, no reelegibles de manera consecutiva.
- 26 diputados del Congreso del Estado:16 Electos por mayoría relativa elegidos en cada uno de los distritos electorales del estado y 10 Electos bajo el principio de Representación Proporcional.

Estas elecciones fueron organizadas por primera vez por el Instituto Estatal Electoral, siendo a su vez las primeras en ser registradas estadísticamente.

## Antecedentes
En 1989, Ernesto Ruffo Appel se convirtió en el primer gobernador de oposición en el país, por lo que la expectativa de si habría alternancia de nuevo o no, era alta. En 1995, la delegación de Rosarito se convirtió en el 5to municipio de Baja California, sin embargo, las primeras elecciones en las que elegirán ayuntamiento serán en las de 1998.

## Organización
El Instituto Estatal Electoral registró la participación de 6 partidos nacionales: Partido Acción Nacional, Partido Revolucionario Institucional, Partido de la Revolución Democrática, Partido del Frente Cardenista de Reconstrucción Nacional, Partido del Trabajo y Partido Verde Ecologista de México. Además, de la participación de 2 partidos estatales: Partido de la Revolución Socialista  y el Partido Progresista de Baja California. El Partido Popular Socialista, el Partido Auténtico de la Revolución Mexicana, así como el Partido Nacionalista Mexicano y el Partido de la Mujer Mexicana, fueron rechazados por el Consejo Estatal Electoral.

## Elecciones
Ocho partidos políticos con registro en Baja California pudieron participar en el proceso electoral, los resultados que obtuvieron se señalan a continuación. El PAN obtuvo el triunfo en la gubernatura por segunda vez consecutiva.

### Gobernador
|  | 49.59 % |

|  | 41.22 % |

|  | 3.23 % |

|  | 0.74 % |

|  | 1.36 % |

|  | 0.75 % |

|  | 0.44 % |

|  | 0.01 % |

|  | 2.65 % |

### Ensenada
|  | 40.66 % |

|  | 45.26 % |

|  | 6.34 % |

|  | 1.53 % |

|  | 1.24 % |

|  | 0.98 % |

|  | 0.18 % |

|  | 1.22 % |

|  | 2.58 % |

|  | 62.53 % |

### Tecate
Fuente: Instituto Electoral y de Mercadotecnia y Opinión

### Diputaciones

#### Distrito 1
|  | 49.07 % |

|  | 41.07 % |

|  | 3.12 % |

|  | 0.43 % |

|  | 1.83 % |

|  | 0.03 % |

|  | 0.90 % |

|  | 0.49 % |

|  | 3.04 % |

|  | 63.26 % |

#### Distrito 2
|  | 48.61 % |

|  | 42.03 % |

|  | 3.64 % |

|  | 0.46 % |

|  | 1.47 % |

|  | 0.02 % |

|  | 1.17 % |

|  | 0.41 % |

|  | 2.16 % |

|  | 66.29 % |

#### Distrito 3
|  | 52.13 % |

|  | 38.45 % |

|  | 2.83 % |

|  | 0.35 % |

|  | 0.99 % |

|  | 1.29 % |

|  | 1.23 % |

|  | 0.41 % |

|  | 2.30 % |

|  | 69.04 % |

#### Distrito 4
|  | 40.66 % |

|  | 45.26 % |

|  | 6.34 % |

|  | 1.53 % |

|  | 1.24 % |

|  | 0.98 % |

|  | 0.18 % |

|  | 3.73 % |

|  | 65.42 % |

#### Distrito 5
|  | 40.07 % |

|  | 50.80 % |

|  | 3.31 % |

|  | 0.42 % |

|  | 1.20 % |

|  | 0.01 % |

|  | 0.18 % |

|  | 0.22 % |

|  | 3.80 % |

|  | 63.93 % |

#### Distrito 6
|  | 46.27 % |

|  | 41.48 % |

|  | 4.33 % |

|  | 0.83 % |

|  | 1.35 % |

|  | 0.86 % |

|  | 1.17 % |

|  | 0.36 % |

|  | 3.33 % |

|  | 63.20 % |

#### Distrito 7
|  | 33.79 % |

|  | 53.31 % |

|  | 7.15 % |

|  | 0.62 % |

|  | 1.01 % |

|  | 0.00 % |

|  | 0.01 % |

|  | 1.26 % |

|  | 2.85 % |

|  | 66.25 % |

#### Distrito 8
|  | 49.89 % |

|  | 40.75 % |

|  | 3.35 % |

|  | 0.60 % |

|  | 1.65 % |

|  | 1.26 % |

|  | 0.12 % |

|  | 0.16 % |

|  | 2.23 % |

|  | 61.59 % |

#### Distrito 9
|  | 48.7 % |

|  | 41.62 % |

|  | 3.14 % |

|  | 0.62 % |

|  | 1.72 % |

|  | 1.28 % |

|  | 0.14 % |

|  | 0.16 % |

|  | 2.59 % |

|  | 59.36 % |

#### Distrito 10
|  | 52.15 % |

|  | 40.34 % |

|  | 3.02 % |

|  | 0.64 % |

|  | 1.72 % |

|  | 1.19 % |

|  | 0.14 % |

|  | 0.12 % |

|  | 0.68 % |

|  | 61.31 % |

#### Distrito 11
|  | 56.39 % |

|  | 33.46 % |

|  | 4.60 % |

|  | 0.55 % |

|  | 2.43 % |

|  | 0.00 % |

|  | 0.55 % |

|  | 0.31 % |

|  | 1.70 % |

|  | 62.89 % |

#### Distrito 12
|  | 51.13 % |

|  | 39.65 % |

|  | 2.78 % |

|  | 0.58 % |

|  | 2.15 % |

|  | 1.21 % |

|  | 0.33 % |

|  | 0.14 % |

|  | 2.03 % |

|  | 61.10 % |

#### Distrito 13
|  | 46.93 % |

|  | 38.38 % |

|  | 7.10 % |

|  | 0.83 % |

|  | 3.13 % |

|  | 0.97 % |

|  | 0.18 % |

|  | 0.11 % |

|  | 2.36 % |

|  | 58.69 % |

#### Distrito 14
|  | 42.35 % |

|  | 41.98 % |

|  | 6.34 % |

|  | 1.69 % |

|  | 2.05 % |

|  | 1.34 % |

|  | 0.30 % |

|  | 1.57 % |

|  | 2.37 % |

|  | 63.63 % |

#### Distrito 15
|  | 29.37 % |

|  | 49.15 % |

|  | 12.34 % |

|  | 1.45 % |

|  | 1.75 % |

|  | 0.98 % |

|  | 0.00 % |

|  | 0.43 % |

|  | 4.52 % |

|  | 55.14 % |

## Resultados Electorales
| Municipio | Candidato electo                    | Partido |
| --------- | ----------------------------------- | ------- |
| Ensenada  | Manuel Montenegro Espinoza Hecho    |         |
| Mexicali  | Eugenio Elorduy Walther Hecho       |         |
| Tecate    | José Alfredo Ferreiro Velasco Hecho |         |
| Tijuana   | José Guadalupe Osuna Millán Hecho   |         |

| Diputados por Mayoría Relativa | Diputados por Mayoría Relativa         | Diputados por Mayoría Relativa       |
| Distrito                       | Nombre                                 | Partido                              |
| ------------------------------ | -------------------------------------- | ------------------------------------ |
| I                              | José Manuel Salcedo Sañudo             | Partido Acción Nacional              |
| II                             | Alfonso Becerril Sánchez               | Partido Acción Nacional              |
| III                            | María de Jesús Sing Castro             | Partido Acción Nacional              |
| IV                             | Miguel Guerrero Cruz                   | Partido Acción Nacional              |
| V                              | Juan Jesús Algravez Uranga             | Partido Acción Nacional              |
| VI                             | Juvenal Vidrio Rodríguez               | Partido Acción Nacional              |
| VII                            | César Alfonso Baylón Chacón            | Partido Revolucionario Institucional |
| VIII                           | José Cervantes Govea                   | Partido Acción Nacional              |
| IX                             | Salvador Morales Riubi                 | Partido Acción Nacional              |
| X                              | Carlos Arturo Florencio Montejo Favela | Partido Acción Nacional              |
| XI                             | José Cervantes Govea                   | Partido Acción Nacional              |
| XII                            | Juan Meneses Jiménez                   | Partido Acción Nacional              |
| XIII                           | Javier Julián Castañeda Pomposo        | Partido Acción Nacional              |
| XIV                            | Enrique José Echegaray Ledezma         | Partido Acción Nacional              |
| XV                             | Rogelio Appel Chacón                   | Partido Revolucionario Institucional |